# لوگان (ویسکانسین)
لوگان (به انگلیسی: Logan) یک منطقهٔ مسکونی در ایالات متحده آمریکا است که در شهرستان اوکونتو، ویسکانسین واقع شده‌است. لوگان ۲۵۹٫۰۸ متر بالاتر از سطح دریا واقع شده‌است.